# Potpourri

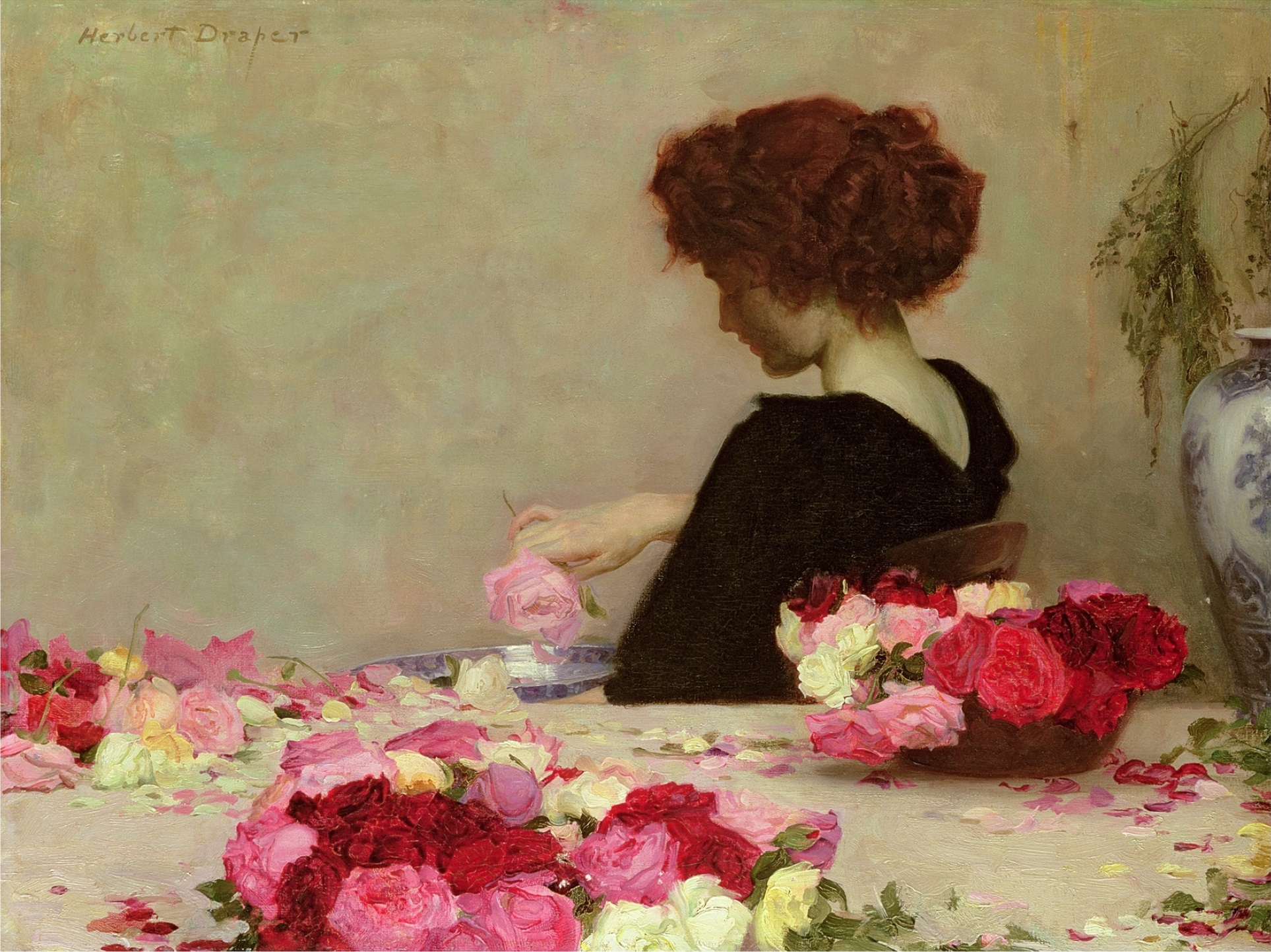
Potpourri - obraz pędzla Herberta Jamesa Drapera, 1897

Potpourri (wymowa: popuri; fr. bigos) – mieszanina różnych, niezbliżonych do siebie charakterem rzeczy. W szczególności oznacza:
1. Wiązankę instrumentalną różnych popularnych melodii z oper, operetek, pieśni ludowych itp. utworów podobnego typu lub jednego kompozytora. Jedna z form muzyki popularnej i rozrywkowej (porównaj: fantazja, parafraza).
2. Suszone kwiaty oraz fragmenty roślin, charakteryzujące się atrakcyjnym zapachem. Często eksponuje się je w szklanym lub porcelanowym półmisku w celu dekoracji pomieszczeń.